# منارة طرابلس

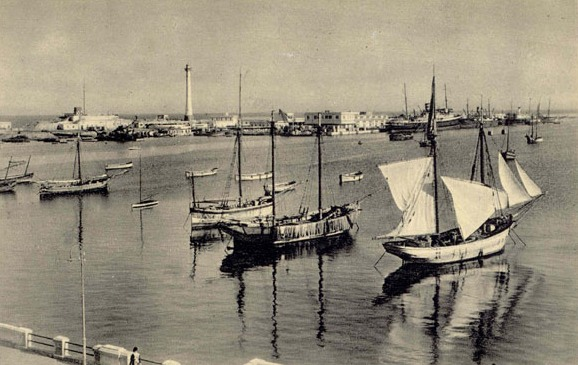

منارة ميناء طرابلس في ليبيا ويبلغ ارتفاعها 116 قدما من مستوي سطح البحر. وتعمل ليلا بواسطة منظومة كهربائية ذات فرق جهد220 فولت ومزودة بمصباح قوة 1000 وات، ويصل مدى الإضاءة الي 16 ميل بحري .
تعمل المنارة كل عشر ثواني بعدد ثلاث إشارات ضوئية برتقالية وذلك لمساعدة كل القطع البحرية في التعرف علي الساحل ليلا .
وللمنارة اشرطة سوداء وبيضاء لتوضيح وجود موقع ميناء طرابلس البحري نهارا والإنارة لتوضيح الموقع ليلا .
تأسست أول منارة في ميناء مدينة طرابلس في العام 1880،
فيما أن المنارة السابقة للمنارة الحالية مباشرة بنيت بين عامي 1924 - 1926 وكانت من الكونكريت وقام بتصميمها المهندس الإيطالي ألدو بروسكي دمرت أثناء الحرب العالمية الثانية في العام 1943.